# Георги Мартинов
Георги Мартинов е български политик, бивш кмет на Русе.
Представител е на Прогресивнолибералната цанковистка партия. Преди да поеме кметския пост е участник в тричленната комисия с председател Симеон Златов.
По време на неговото управление се отпускат средства за построяване на паметник на загиналите офицери и войници в Сръбско-българската война от 1885 г., издигане на надгробни паметници на Любен Каравелов и Стефан Караджа, за опълченски паметник и др. Увеличават се средствата, отпускани за нуждите на началните училища и забавачници. Кметската управа продължава практиката безплатно да раздава парцели и обшински обработваеми земи на различни предприемачи. В началото на май 1903 г. Народнолибералната стамболовистка партия печели парламентарните избори. Това води до масово разтурване на общинските съвети по места. В Русе това става като Георги Мартинов си подава оставката, която е мотивирана с прекомерната му заетост с търговски дела. Мястото му заема местния лидер на Народнолибералната партия Лазар Динолов.